# Phố Thành
Phố Thành (chữ Hán giản thể: 浦城县, âm Hán Việt: Phố Thành huyện) là một huyện của địa cấp thị Nam Bình, tỉnh Phúc Kiến. Cộng hòa Nhân dân Trung Hoa. Huyện Phố Thành nằm ở nơi giao nhau của dãy núi Tiên Hà Lĩnh và Vũ Di Sơn, nơi giao nhau của 3 tỉnh Giang Tây, Chiết Giang và Phúc Kiến. Huyện này có diện tích 3383,02 km². Thời nhà Tần, khu vực này thuộc quận Mân Trung, thời kỳ đầu nhà Hán thành lập huyện Dã. Năm Kiến Vũ Đông Hán đổi tên huyện Dã thành Hầu Quan, trong thời kỳ năm Kiến An lập huyện Đường Hưng, thời kỳ năm Thiên Thụ đổi thành Vũ Ninh, thời kỳ năm Thần Long phục hồi tên Đường Hưng, thời kỳ năm Thiên Bảo định tên là Phố Thành.